# هلال شیعی

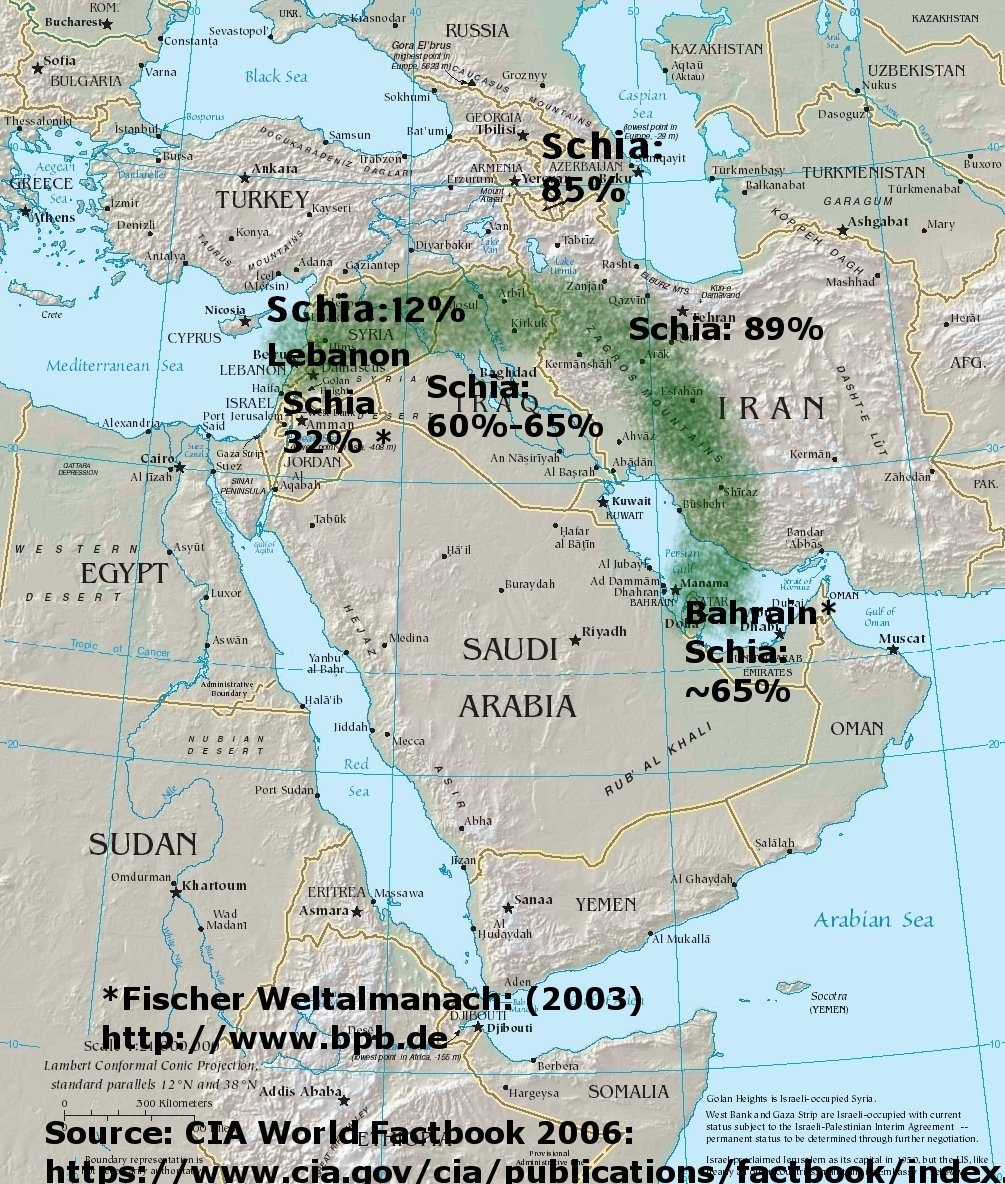
هلال شیعی. اعداد نوشته شده بر روی نقشه هر کشور درصد جمعیت شیعه آن کشور را نشان می‌دهد.

هلال شیعی منطقه‌ای هلالی‌شکل در خاورمیانه است که اکثریت جمعیت آن شیعه هستند یا در آن اقلیت شیعه با جمعیت بالا وجود دارد. مناطقی که در هلال شیعی قرار گرفته‌اند شامل بخش‌هایی از هند، پاکستان، لبنان، سوریه، بحرین، عراق، ایران، آذربایجان، یمن و علاوه بر شیعیان اثنی‌عشری، شامل اسماعیلیان، زیدی‌ها، علوی‌های سوری و نیز گروه‌های بکتاشی در ترکیه می‌شود.

## ابداع
در اواخر سال ۲۰۰۴، ملک عبدالله اصطلاح بحث برانگیزی را ابداع کرد که هنوز هم در خاورمیانه به شدت طنین انداز است: به گفته او، «هلال شیعی»  از دمشق به تهران میرود و از بغداد عبور میکند. نظریه ملک عبدالله پس از رسیدن نوری المالکی شیعی به ریاست دولت عراق در سال ۲۰۰۶ میلادی و حوادث پس از آن، صحت خود را ثابت کرد.

## کاربردها
هلال شیعی اصطلاحی است که قدرت گرفتن شیعه در خاورمیانه را مطرح می‌کند. بر اساس این دیدگاه جمهوری اسلامی می‌تواند با اعمال نفوذ طبیعی در میان شیعیان عراق تحولات ژئوپولتیک خاورمیانه را هدایت و موازنه قدرت را به نفع شیعیان و علیه منافع آمریکا و اسرائیل تغییر دهد. این مفهوم بیشتر از سوی کسانی که در صدد القای خطر شدت یافتن روابط شیعیان عراق با شیعیان خارج از عراق خصوصاً ایران است، استفاده شد. این اصطلاح در کتاب‌های دانشگاهی و ادبیات علمی از جمله در آلمانی دارای پیشینه‌است. اما از هنگامی که عبدالله دوم پادشاه اردن، در کاربردی «شیعه هراسانه» از آن برای بیان تمایلات ایران دوستانه شیعیان عراق استفاده نمود، این اصطلاح کاربرد فراگیری یافت. این دیدگاه، نفوذ تاریخی ایران بر شیعیان خاورمیانه را عاملی برای اختلال امنیت سیاسی منطقه خاورمیانه می‌داند، و باورمندان به این اندیشه، به‌شدت بر استفاده از این واژه اصرار دارند. با این وجود پیشینه، اندیشمندان اجتماعی تمایل چندانی به استفاده از این واژه ندارند.
نوام چامسکی استاد دانشگاه و زبان‌شناس آمریکایی در کتاب خود با عنوان کتاب طرحی برای آینده، اشغال گری‌ها، دخالت‌ها، امپراتوری و پایداری ادعا می‌کند بیشترین ذخایر انرژی خاور میانه در منطقه موسوم به «هلال شیعی» قرار دارد. نفوذ ایران در «هلال شیعی» تلاش آمریکا را برای کنترل منابع انرژی خاورمیانه به چالش می‌کشد. کابوس واشینگتن این است که یک ائتلاف شیعه، کنترل مهم‌ترین ذخایر نفت جهان را مستقل از آمریکا بر عهده گیرد.